# Enriqueta Reyes Valerio
Enriqueta Reyes Valerio fue una empleada doméstica chilena, ejecutada por agentes de la DINA el 1 de noviembre de 1975. Cumplía labores en la Casa Provincial de los sacerdotes Columbanos en Santiago de Chile. Es una de las mujeres víctimas de la dictadura militar en Chile. Al momento de ser asesinada tenía 30 años y era madre de 4 hijos.  

## Una empleada doméstica es ejecutada por la DINA
Enriqueta Reyes Valerio trabajaba en labores domésticas en la Casa Provincial de los sacerdotes Columbanos ubicada calle Larraín Gandarillas, comuna de Providencia, Santiago. El 1 de noviembre de 1975, ingresaron al inmueble de los religiosos agentes de la DINA, quienes desde el jardín de la residencia dispararon al interior. Los agentes pretendían detener a la Dra. Sheila Cassidy, quien visitaba a la religiosa Constanza Kelly. El sacerdote Columbano Guillermo Halliden Howard los ruidos de las metralletas además de un grito prolongado. Pensó que la casa estaba siendo asaltada por ladrones. Bajó a la planta baja al entrar al living, vio en el suelo a su ama de casa, Enriqueta Reyes Valerio Luego sobrevino una nueva ráfaga de metralletas desde el antejardín que da a la calle Larraín Gandarillas. Los agentes ingresaron al inmueble y detuvieron a la doctora inglesa Sheila Cassidy.

## Informe Rettig
Familiares de Enriqueta Reyes Valerio  presentaron su caso ante la Comisión Rettig, Comisión de Verdad que tuvo la misión de calificar casos de detenidos desaparecidos y ejecutados durante la dictadura. Sobre el caso de Enriqueta, el Informe Rettig señaló que:

“El 16 de octubre de 1975 la DINA logró ubicar a la directiva clandestina del MIR en una parcela de Malloco, produciéndose un enfrentamiento en el que murió Dagoberto PEREZ VARGAS, sociólogo y dirigente del MIR.  La Comisión considera que Dagoberto Pérez cayó a consecuencias de la violencia política.

Nelson Gutiérrez, segundo jefe del MIR, logró huir herido del enfrentamiento de Malloco.  Días después, la médico de nacionalidad británica Sheila Cassidy atendió al dirigente prófugo y como producto de ello los agentes de seguridad comenzaron a buscarla para detenerla.
El primero de noviembre de 1975 la detuvieron mientras visitaba a una enferma en la Casa de los Padres Columbanos.
En el proceso de la detención los agentes de la DINA realizaron múltiples disparos y como producto de ello murió la empleada de la casa Enriqueta del Carmen REYES VALERIO, persona sin ningún tipo de antecedentes políticos y desvinculada de los demás hechos.
La versión entregada por las autoridades indicaba que la doctora Cassidy se refugiaba en el lugar con un individuo no identificado y que al llegar al lugar, los agentes habrían sido recibidos con disparos, resultando un agente herido. Durante el enfrentamiento, Enriqueta Reyes habría sido baleada al interponerse en la línea de fuego del acompañante de la doctora Cassidy.
La versión anterior nunca fue respaldada con testimonios de agentes u otros antecedentes. Tampoco se identificó jamás al agente herido ni al supuesto acompañante de la doctora Cassidy.
Los testimonios y demás antecedentes reunidos por esta Comisión indican que no existió enfrentamiento puesto que en la casa no había personas armadas y que todos los disparos provinieron de los agentes de la DINA.

Por las razones resumidas la Comisión ha llegado a la convicción de que Enriqueta Reyes fue muerta por agentes del Estado en violación de sus derechos humanos”.

## Proceso judicial en democracia
El 15 de julio de 2016 el ministro de la Corte de Apelaciones de Santiago, Mario Carroza, dictó sentencia de primera instancia en la investigación que sustancia por el homicidio calificado de la asesora del hogar Enriqueta del Carmen Reyes Valerio. En el fallo (causa rol 324-2010), el ministro Carroza condenó a los exagentes de la Dirección de Inteligencia Nacional (DINA) Juan Morales Salgado a la pena de 15 años y un día de presidio, y a Jorge Escobar Fuentes a 10 años y un día de presidio, como  autores del delito.
En la etapa de investigación, el ministro en visita logró establecer que el 1 de noviembre de 1975, agentes de la Brigada Lautaro de la Dirección de Inteligencia Nacional –DINA– llegaron hasta la casa de la doctora de origen inglés Sheila Cassidy Drew, a quien buscaban por haber prestado asistencia médica al dirigente del Movimiento de Izquierda Revolucionario –MIR– Nelson Gutiérrez.
En el lugar, los agentes del Estado interrogan a los moradores de la vivienda, incluida una empleada doméstica, quien les informa que la doctora Cassidy estaba cerca del lugar, realizando una visita médica a una religiosa en la casa de reposo de la congregación de los Padres de San Columbano, ubicada a pocas cuadras, en calle Larraín Gandarillas N° 350, ofreciéndose a acompañarlos.
Al llegar a la casa de reposo, los agentes tocan el timbre. Al momento que Enriqueta Reyes Valerio se asoma para ver quién llamaba, los agentes comienzan a disparar hacia el interior del inmueble. Situación que duró alrededor de 20 minutos.
Producto de la balacera, Enriqueta Reyes Valerio cae herida de muerte y con el fin de justificar el ataque los agentes de la DINA difundieron la versión que habían recibido disparos desde el interior de la casa de reposo, dando cuenta que incluso uno de ellos resultó herido, hecho que nunca fue corroborado.
El 12 de enero de 2017 la Corte de Apelaciones de Santiago confirmó las condenas a los exagentes de la Dirección de Inteligencia Nacional (DINA) Juan Morales Salgado y Jorge Escobar Fuentes a penas de 5 años y un día de presidio, en calidad de autores del delito de homicidio de Enriqueta del Carmen Reyes Valerio. En fallo unánime la Quinta Sala del tribunal de alzada recalificó el delito de homicidio calificado a homicidio simple y, consecuentemente, rebajó las penas de 15 años y un día y 10 años y un día que dictó en primera instancia el ministro en visita Mario Carroza en contra de Morales Salgado y Escobar Fuentes, respectivamente. "Los antecedentes allegados a la investigación son insuficientes para estimar comprobado el delito calificado por premeditación y también por alevosía en base a una actuación sobre seguro de los imputados, cuyas manifestaciones de conducta en estos hechos no son de aquellas que tuvieran la decisión deliberada y manifiesta de matar a otro, aunque no pudieron menos que representarse dicha consecuencia al disparar sobre el inmueble en que se encontraba la víctima".
El 31 de mayo de 2017 la Corte Suprema condenó a los exagentes de la Dirección de Inteligencia Nacional (DINA) Juan Morales Salgado y Jorge Escobar Fuentes a penas de 5 años y un día de presidio, en calidad de autores del delito de homicidio de Enriqueta del Carmen Reyes Valerio. En fallo dividido la Sala Penal del máximo tribunal –integrada por los ministros Milton Juica, Carlos Künsemüller, Haroldo Brito, Lamberto Cisternas y Jorge Dahm– confirmó la sentencia de la Corte de Apelaciones de Santiago que condenó a los agentes de estado por el homicidio de la empleada.